# 大韓航空2708號班機事故
大韓航空2708號班機（KE2708/KAL2708）是一班由日本東京國際機場（羽田）飛往韓國金浦國際機場的定期航班。2016年5月27日，由一架波音777-3B5客機執飛該航班，在準備起飛時客機左側引擎故障冒煙起火須緊急疏散，疏散後約30人因吸入濃煙感到不適，其中部分腳部受輕傷送院治理，無人死亡。

## 事故經過及後續
由事故客機HL7534執飛的大韓航空2707號航班約上午11時自金浦機場抵達羽田機場，預定原機執飛大韓航空2708號航班返回金浦。中午12時44分左右，2708號班機於羽田機場準備從C跑道（34R一側）起飛，在跑道起飛時發出「碰」的異常聲響，其後一號引擎冒煙起火，客機隨即中止起飛程序進行緊急疏散。塔臺立即指示機場消防隊派出多輛化學泡沫車灌救，30分鐘後撲滅火勢。由於事發時日本正在舉辦G7峰會引起警方高度關注，警視廳其後宣布事件不涉及恐怖襲擊，日本國家運輸安全委員會隨後派出4名調查員至現場調査事故起因。事故期間羽田機場除C跑道關閉外，其餘三條跑道亦須暫時停用，令不少原定降落羽田機場的航班需要轉降仙台、成田、伊丹、關西等機場。A、B、D三條跑道其後於下午2時34分重開，C跑道於傍晚6時24分重開，事故造成超過400班航班取消，約7萬6千名旅客受影響，而大韓航空於傍晚調派一架波音747客機接載事故航班旅客繼續旅程。

## 涉事客機
發生故障的客機型號為波音777-3B5，註冊編號為HL7534，組裝流水號為120，引擎採用普惠PW4098，於1999年12月28日正式交付大韓航空，曾於2011年4月更換引擎。

## 事故調查
日本國家運輸安全委員會派出4名調查員查明事故起因，韓国国土交通省則派遣1名航空安全監督官協助日方調查。大韓航空於5月27日夜宣布，公司内部會就事故對故障引擎作初歩調查，並強調公司「按照韓國方面的航空法例之標準嚴格執行一切維修整備」。

## 外部連結
- 赫芬頓郵報日本版的報導 （页面存档备份，存于）（含影片）（日語）